# G N' R Lies
G N' R Lies, også kendt som bare Lies, er et album af Hard rockbandet Guns N' Roses, udgivet den 29. november, 1989 på pladeselskabet Geffen. Det er officielt en EP, selvom det ofte er set på som et studiealbum. Sangen "Patience" blev udgivet som single det følgene år.
De første fire numre er alle fra EPen Live ?!*@ Like a Suicide. Resten er optaget i studie med akustisk guitar. En hurtigere version af "You're Crazy" med elektrisk guitar er før blevet udgivet på Appetite for Destruction.

## Trackliste
Side 1: Live
1. "Reckless Life" (Hollywood Rose cover) — 3:23
2. "Nice Boys" (Rose Tattoo cover) — 3:02
3. "Move to the City" — 3:43
4. "Mama Kin" (Aerosmith cover) — 3:57

Side 2: Akustisk
1. "Patience" — 5:57
2. "Used to Love Her" — 3:14
3. "You're Crazy" — 4:10
4. "One in a Million" — 6:10

## Medvirkende
- Axl Rose − vokal, klaver på "One in a Million"
- Slash − elektrisk og akustisk guitar
- Izzy Stradlin − elektrisk og akustisk guitar, bagvokal
- Duff McKagan − bas, akustisk guitar, bagvokal
- Steven Adler − trommer, bagvokal